# Hông hoa hường
Bông lơn, hông hoa hường hay bào đồng Tứ Xuyên (danh pháp khoa học: Paulownia fargesii) là một loài thực vật thuộc họ Paulowniaceae. Đây là loài bản địa Trung Quốc và Việt Nam. Nó được Adrien René Franchet mô tả chính thức năm 1896.

## Mô tả
Cây gỗ, cao đến 20 m; tán lá hình nón. Thân rõ nét. Các cành màu nâu tía đến xám nâu, với các mô xốp lồi hình hột đậu tròn, lông măng hình sao, mượt. Cuống lá đến 11 cm; phiến lá hình trứng đến hình trứng-hình tim, dài đến 20 cm hoặc hơn, xa trục lông măng từ vừa phải đến rậm hay gần nhẵn, gần trục có lông tơ thưa thớt, các lông có nhánh ngắn và có cuống, mép lá nguyên hoặc gợn sóng, đỉnh nhọn hoắt hẹp hoặc nhọn đột ngột. Chùy hoa hình nón rộng, đến 1 m; xim hoa không cuống hoặc gần như không cuống, 3-5 hoa. Cuống hoa dưới 1 cm. Đài hoa hình nón ngược, đến 2 cm, có lông măng hình sao; thùy đến 1/2 chiều dài đài hoa. Tràng hoa màu trắng với sọc tía đến tía tổng thể, gần hình chuông, kích thước 5,5-7,5 cm, lông tơ có tuyến. Nhị 2-2,5 cm. Bầu nhụy có tuyến. Đầu nhụy khoảng 3 cm. Quả nang hình elipxoit đến hình trứng-elipxoit, 3–4 cm, có tuyến dính khi non; vỏ quả ngoài mỏng; đài bền hợp sinh hoặc trải rộng, thường không uốn ngược. Hạt thuôn dài, 5–6 mm gồm cả cánh. Ra hoa tháng 4-5, tạo quả tháng 8-9.

## Môi trường sống
Mọc hoang hay được gieo trồng. Rừng, dốc núi, ở cao độ 1.200-3.000 m. Có tại Trung Quốc (các tỉnh Quý Châu, Hồ Bắc, Hồ Nam, Tứ Xuyên, Vân Nam) và Việt Nam.